# Stealth (Thorpe Park)
Stealth ist eine Stahlachterbahn des Typs Accelerator Coaster, welche vom Hersteller Intamin gebaut wurde. Die Achterbahn steht im Thorpe Park nahe London, England. Sie erreicht eine maximale Höhe von rund 63 m, welche sie zur siebthöchsten Achterbahn Europas nach Red Force, Hyperion, Shambhala, Der Schwur des Kärnan und Silver Star, The Big One und Zadra macht. Sie ist der zweithöchste Launched Coaster in Europa. Der Zug erreicht eine Geschwindigkeit von rund 128 km/h in knapp 2 Sekunden (vor 2007 noch rund 2,5 Sekunden), womit sie gleichzeitig auch die derzeit fünftschnellste Achterbahn Europas ist. Auf die Mitfahrer wirken während der Fahrt rund 4,5 g. Die Kosten dieser Achterbahn belaufen sich auf rund 12 Mio. Pfund Sterling.
Die Attraktion wurde am 15. März 2006 eröffnet.

## Die Fahrt
Nachdem die bis zu 20 Mutigen im Wagen Platz genommen haben, ertönt eine Stimme: „Place your heads back, face forwards – 3, 2, 1, GO GO GO“, was so viel bedeutet wie: „Lehnen Sie die Köpfe zurück, Gesicht geradeaus – 3, 2, 1, LOS LOS LOS“. Der Wagen wird nun auf der Abschussgeraden auf rund 128 km/h beschleunigt. Nun kommt der über 60 Meter hohe Top-Hat, auf dessen Kuppel die Mitfahrer einige Augenblicke Airtime fühlen, sie werden aus dem Sitz gehoben. Zum Schluss bietet die Fahrt noch einen kleinen Airtimehügel, bevor die Schlussbremsen einsetzen. Eine letzte Kurve und das Oval schließt sich.

## Züge
Stealth besitzt drei Züge mit jeweils fünf Wagen. In jedem Wagen können vier Personen (zwei Reihen à zwei Personen) Platz nehmen. Als Rückhaltesystem kommen Schulterbügel zum Einsatz.

## Upgrade (Stealth 1.1)
Vor der Saison 2007 wurde Stealth überarbeitet. Der Abschuss, von 0-128 km/h, erfolgt ab dieser Saison in unter zwei Sekunden. Vorher erreichte der Wagen die Höchstgeschwindigkeit in rund 2,5 Sekunden.

## Rekorde
Als Stealth 2006 eröffnete, stellte die Attraktion zahlreiche Rekorde auf, welche nachfolgend aufgelistet sind.
Rekorde 2006
- Europas schnellste Achterbahn – 128 km/h
- Europas höchster und schnellster Launch Coaster – 63 m, 128 km/h
- Die dritthöchste Achterbahn in Europa – 63 m

Rekorde 2007
- Europas höchster Launch Coaster – 63 m
- Schnellster Launch Coaster in Europa – 0-128 km/h in unter zwei Sekunden[5] – Im Juni 2007 von Furius Baco übertroffen

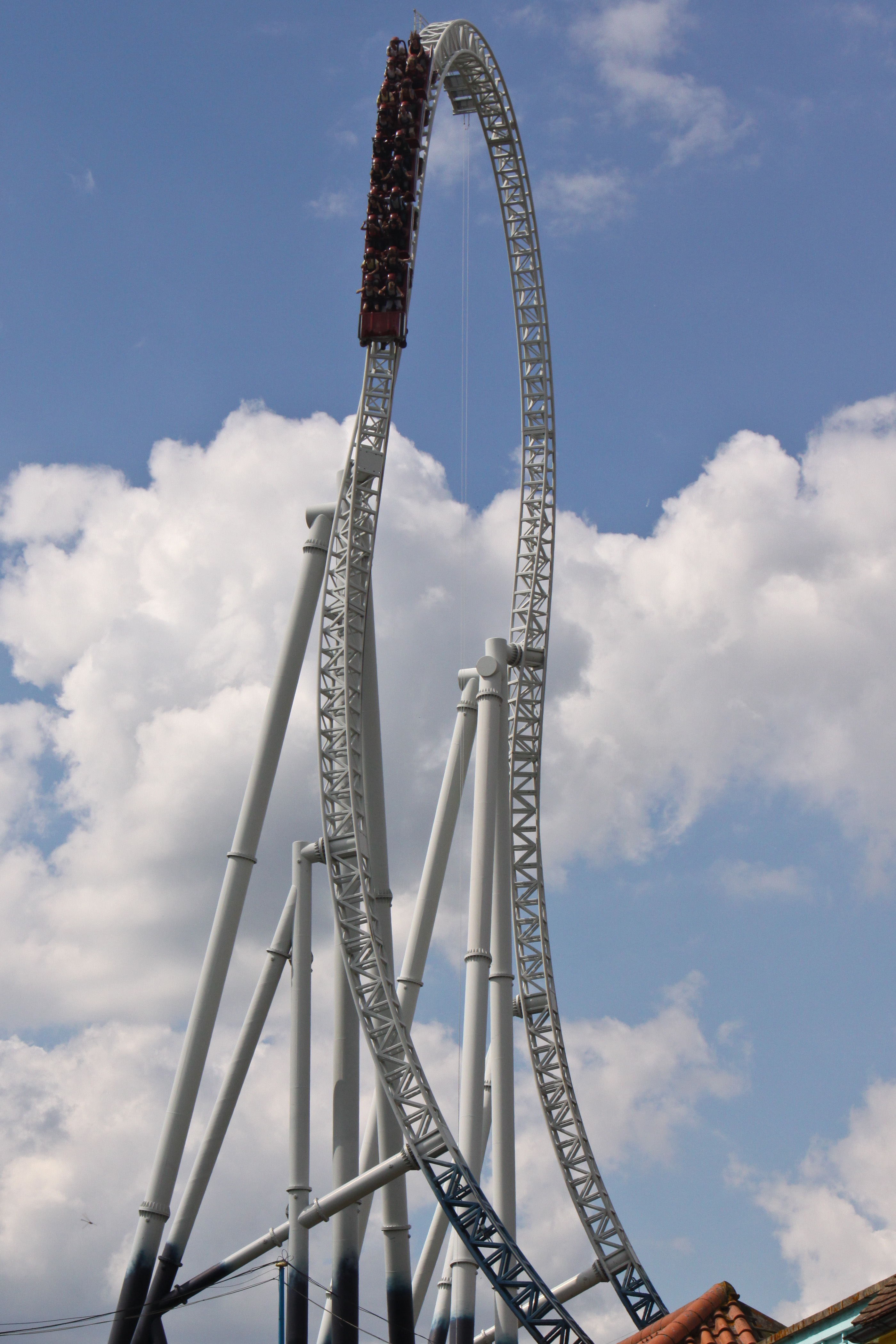
Zug bei der Abfahrt vom Top-Hat
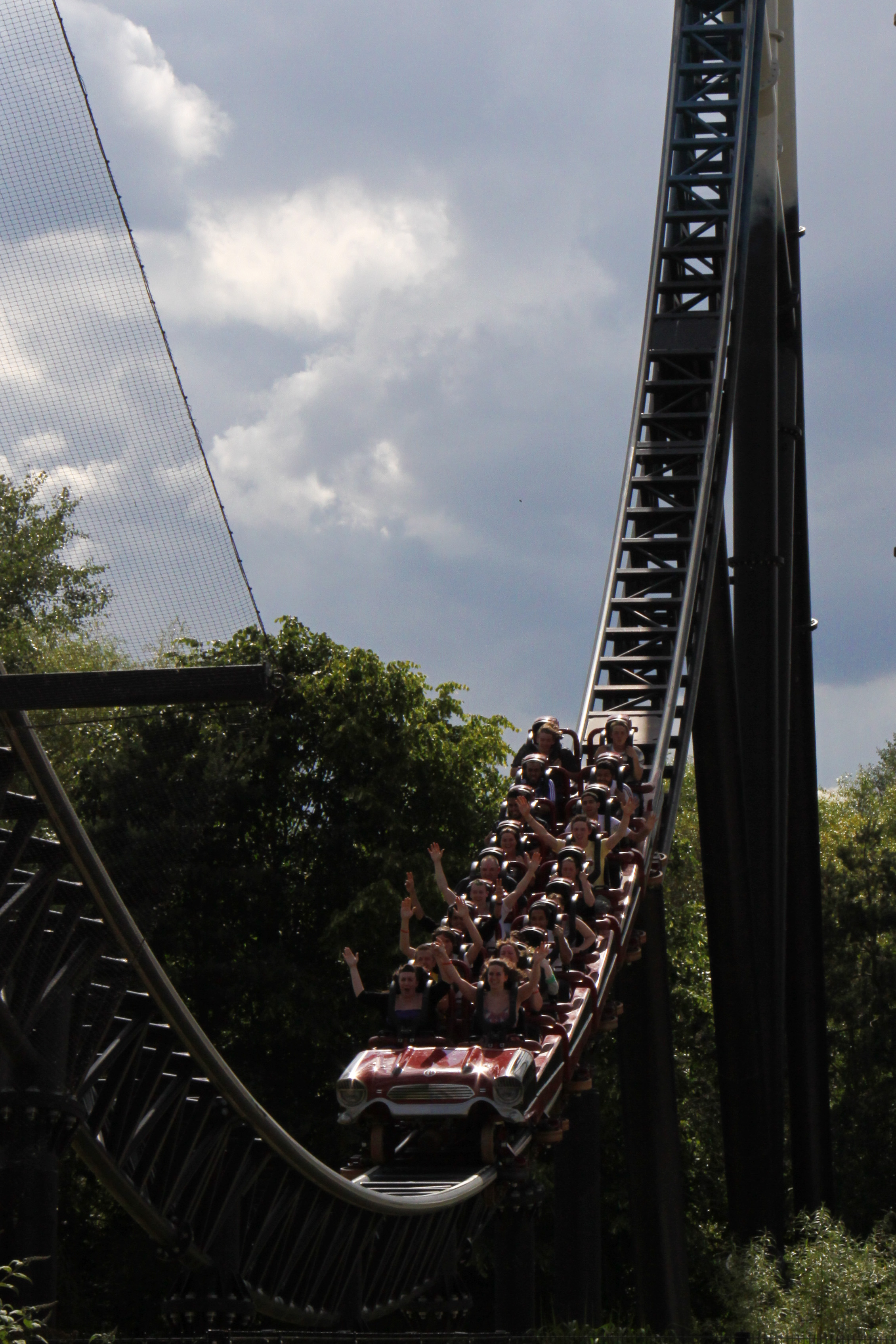
Zug an der tiefsten Stelle der Abfahrt
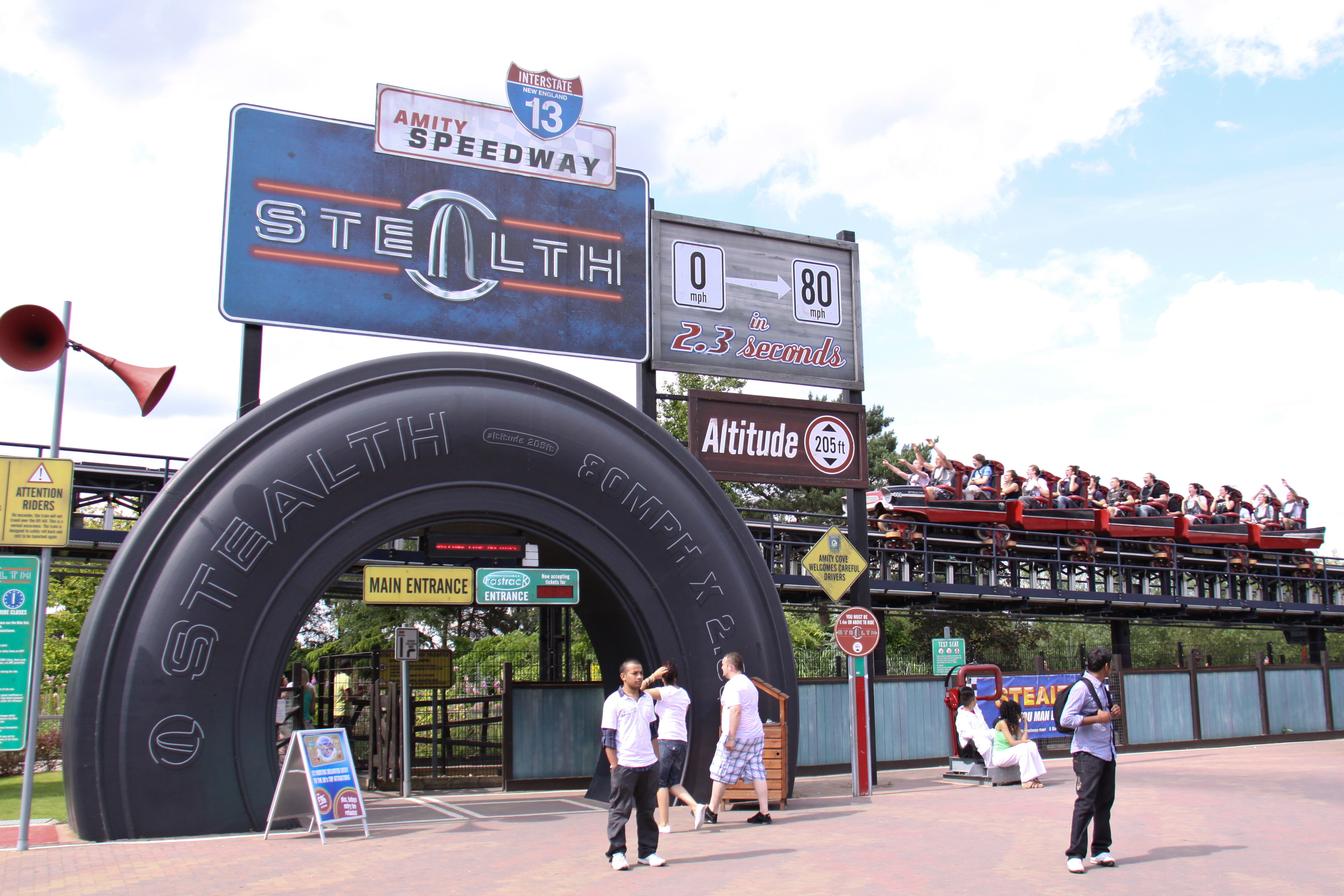
Eingang und Zug beim Abschuss
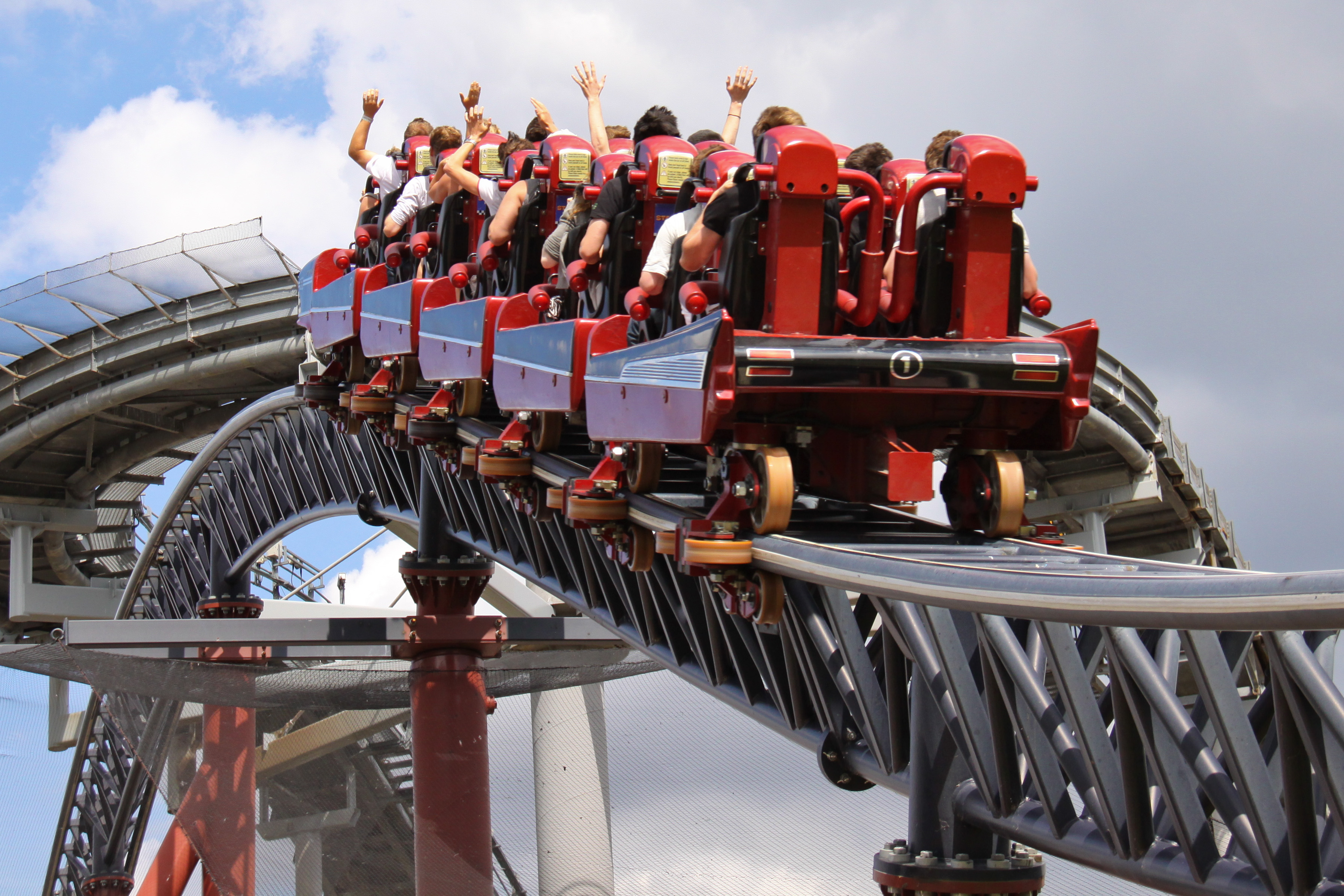
Zug von hinten bei der Auffahrt zum Airtimehügel